# Домброва (Польковицький повіт)
Домброва (пол. Dąbrowa) — село в Польщі, у гміні Польковиці Польковицького повіту Нижньосілезького воєводства.
Населення — 115 осіб (2011).
У 1975-1998 роках село належало до Легницького воєводства.

## Демографія
Демографічна структура станом на 31 березня 2011 року:
|          | Загалом | Допрацездатний вік | Працездатний вік | Постпрацездатний вік |
| -------- | ------- | ------------------ | ---------------- | -------------------- |
| Чоловіки | 58      | 11                 | 45               | 2                    |
| Жінки    | 57      | 15                 | 25               | 17                   |
| Разом    | 115     | 26                 | 70               | 19                   |